# 바스 럭비
바스 럭비(Bath Rugby)는 1865년 창단한 잉글랜드 바스의 프로 럭비 유니온 팀이다. 잉글리시 프리미어십에 참가하며 하이네켄 컵이나 앵글로 웰시 컵 등에서 다수 우승한 전통적인 명문구단이다. 홈구장은 더 레크라고도 불리는 레크리에이션 그라운드이다.

## 역사

### 아마추어 (1865 ~ 1995)
바스 럭비 풋볼 클럽은 1865년 노스 퍼레이드를 홈구장으로 창단한, 잉글랜드의 럭비 클럽 중에서도 오랜 역사를 가진 팀이다. 그리고 19세기에는 특별한 홈구장이 없는 팀으로서 활동하다 지금 홈구장인 더 레크의 부지에 있던 풀트니 미도우스에 경기장을 세운다. 팀은 대부분의 경기들을 지역 팀인 웨스톤-수퍼-메어, 글로스터, 클리프톤이나 브리스틀과 치렀다. 1890년대가 되면서 카디프나 페나스 같은 웨일스의 팀들이 경기에 참가하게 되었다. 1907년, 팀은 프랑스의 럭비 팀과 경기를 가졌고, 또 1954년에는 도버 해협을 건너 원정 투어를 하였다.

## 서포터스
공식적인 바스 럭비 서포터스 클럽(BRSC)는 1997년 탄생하였다. 바스 럭비와는 친밀한 관계를 유지하고 있지만 독립 단체로서 활동하고 있으며 회원수는 1000명을 넘는다. 11명의 선출된 이사회와 4명의 임명된 이사회가 운영해 나가며 바스 럭비의 최고 경영자도 외부 이사로 활동한다. 회원들은 배지와 카드를 받게 되며 바스 럭비 기념품점등에서 할인을 받게 된다.